# Chraň si svůj život
Chraň si svůj život (v anglickém originále Defending Your Life) je americká filmová komedie z roku 1991. Režisérem filmu je Albert Brooks. Hlavní role ve filmu ztvárnili Albert Brooks, Meryl Streep, Rip Torn, Lee Grant a Buck Henry.

## Obsazení
| Albert Brooks     | Daniel Miller |
| Meryl Streep      | Julia         |
| Rip Torn          | Bob Diamond   |
| Lee Grant         | Lena Foster   |
| Buck Henry        | Dick Stanley  |
| George D. Wallace | soudce        |
| Lillian Lehman    | soudce        |
| S. Scott Bullock  | Danielův otec |
| Shirley MacLaine  | moderátorka   |